# Devon and Cornwall Police

Area di responsabilità sulla mappa della Devon and Cornwall Police

La Devon and Cornwall Police (Polizia del Devon e della Cornovaglia) è la forza di polizia territoriale inglese nelle contee cerimoniali del Devon e della Cornovaglia. L'area di responsabilità di questo servizio è geograficamente la più vasta di qualsiasi forza di polizia territoriale inglese. Al 31 marzo 2012, la formazione conta 3.225 ufficiali, quinta in Inghilterra e Galles in termini di numero.
La forza è stata creata il 1º aprile 1967 dalla fusione della Devon e Exeter Police, della Cornwall County Constabulary e della Plymouth City Police.

## Agenzie precedenti
- Devon and Exeter Police
- Cornwall County Constabulary
- Plymouth City Police

## Capi della polizia
- 1967–1973: Colonnello Ronald Berry Greenwood[2]
- 1973–1982: John Cottingham Alderson
- 1982–1984?: David Albert East
- 1984?-1989: Donald Elliott
- 1989–2002: Sir John Stanley Evans (nominato Cavaliere con i 2000 New Year Honours)
- 2002–2006: Maria Wallis[3]
- 2007–2012: Stephen Otter
- 2013 – in carica: Shaun Sawyer[4]